# Porva
Porva est un village et une commune du comitat de Veszprém en Hongrie.

## Histoire
L'église du village abrite la tombe de Orsolya Zápolya, femme de Pal Perneszy et sœur de Imre Zápolya, palatin de Hongrie.

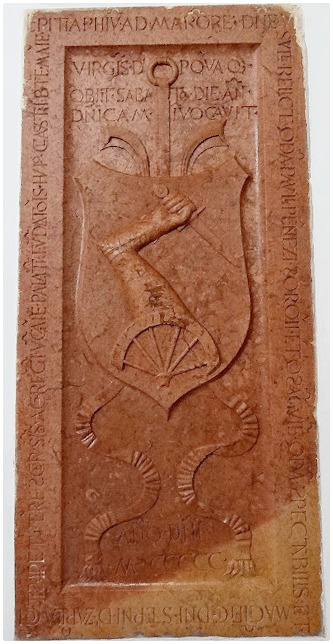
Tombe de Orsolya Zápolya